# Koyote
I Koyote (코요태?) sono un gruppo musicale rap-dance sudcoreano attivo dal 1999.

## Formazione

### Formazione attuale
- Kim Jong-min
- Shin Ji
- Bbaek Ga

### Ex componenti
- Cha Seung Min
- Kim Young-wan
- Jung Myung-hoon

## Discografia

### Album in studio
- 1999 - Koyote Volume 1 (고요태 (高耀太))
- 1999 - Koyotae 2nd
- 2000 - Passion
- 2002 - Philip (필립 (必立))
- 2003 - Emergency (비상 (非常))
- 2004 - Koyote 6
- 2004 - Rainbow
- 2005 - Feel Up (되다 必(필)UP)
- 2006 - London Koyote
- 2009 - Jumping

### Raccolte
- 2001 - History
- 2006 - The Koyote in Ballad Special: Best Album 2000-2005
- 2007 - Dance Best and 9.5

### Remix
- 2000 - Koyotae Best Mix

### EP
- 2010 - Koyote Ugly
- 2011 - Good Good Han Koyote
- 2014 - 1999